# Державний кордон Республіки Конго

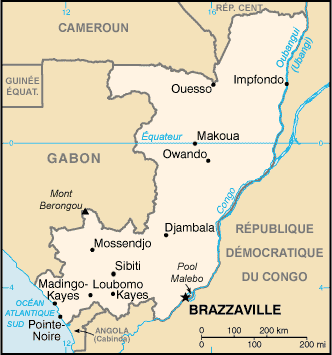
Карта Республіки Конго

Державний кордон Республіки Конго — державний кордон, лінія на поверхні Землі та вертикальна поверхня, що проходить по цій лінії, що визначають межі державного суверенітету Республіки Конго над власними територією, водами, природними ресурсами в них і повітряним простором над ними.

## Сухопутний кордон
Загальна довжина кордону — 5008 км. Республіка Конго межує з 5 державами. Уся територія країни суцільна, тобто анклавів чи ексклавів не існує.
Ділянки державного кордону
| Держава                          | Ділянка         | Довжина (км) | Прикордонні регіони | Примітки |
| -------------------------------- | --------------- | ------------ | ------------------- | -------- |
| Ангола                           | Кабінда         | 231          |                     |          |
| Камерун                          | північний захід | 494          |                     |          |
| Центральноафриканська Республіка | північ          | 487          |                     |          |
| ДР Конго                         | схід            | 1229         |                     |          |
| Габон                            | захід           | 2567         |                     |          |

## Морські кордони
Республіка Конго на заході омивається водами Гвінейської затоки Атлантичного океану. Загальна довжина морського узбережжя 169 км. Згідно з Конвенцією Організації Об'єднаних Націй з морського права (UNCLOS) 1982 року, протяжність територіальних вод країни встановлено в 12 морських миль (22,2 км). Прилегла зона, що примикає до територіальних вод, в якій держава може здійснювати контроль, необхідний для запобігання порушень митних, фіскальних, імміграційних або санітарних законів, простягається на 24 морські милі (44,4 км) від узбережжя (стаття 33). Виключна економічна зона встановлена на відстань 200 морських миль (370,4 км) від узбережжя.